# Вејн Нортроп
Вејн Алан Нортроп (енгл. Wayne Alan Northrop; Самнер, 12. април 1947 — Лос Анђелес, 29. новембар 2024) био је амерички глумац, најпознатији по улогама у сапуницама као што су Династија и Дани наших живота.

## Каријера
Вејн Нортроп је играо возача Мајкла Кулхејна у сапуници Династија од њене прве епизоде, „Нафта” (1981), до последње епизоде прве сезоне, „Сведочење” (1981). Вратио се у првој епизоди седме сезоне, „Победа” (1986) и поново је отишао у епизоди „Подзакуп” (1987), крајем седме сезоне.
Најпознатији је као Роман Брејди из сапунице Дани наших живота, где је глумио од 1981. до 1984. године и онда поново од 1991. до 1994. године. После је играо Рекса Стантона у Порт Чарлс од 1997. до 1998. године. У августу 2005. године, Нортроп се вратио у Дане наших живота као нови лик, др Алекс Норт.

## Лични живот
Вејн Нортроп је рођен у Самнеру у Вашингтону, САД и дипломирао је комуникације на Универзитету у Вашингтону. Венчао се са глумицом Лин Херинг 9. маја 1981. године у Џенингсу у Луизијани. Имају два сина: Хенка Вејна, рођеног 9. јануара 1991. и Грејдија Лија, рођеног 20. јула 1993. године.